# Schulzentrum der Kreuzschwestern Linz

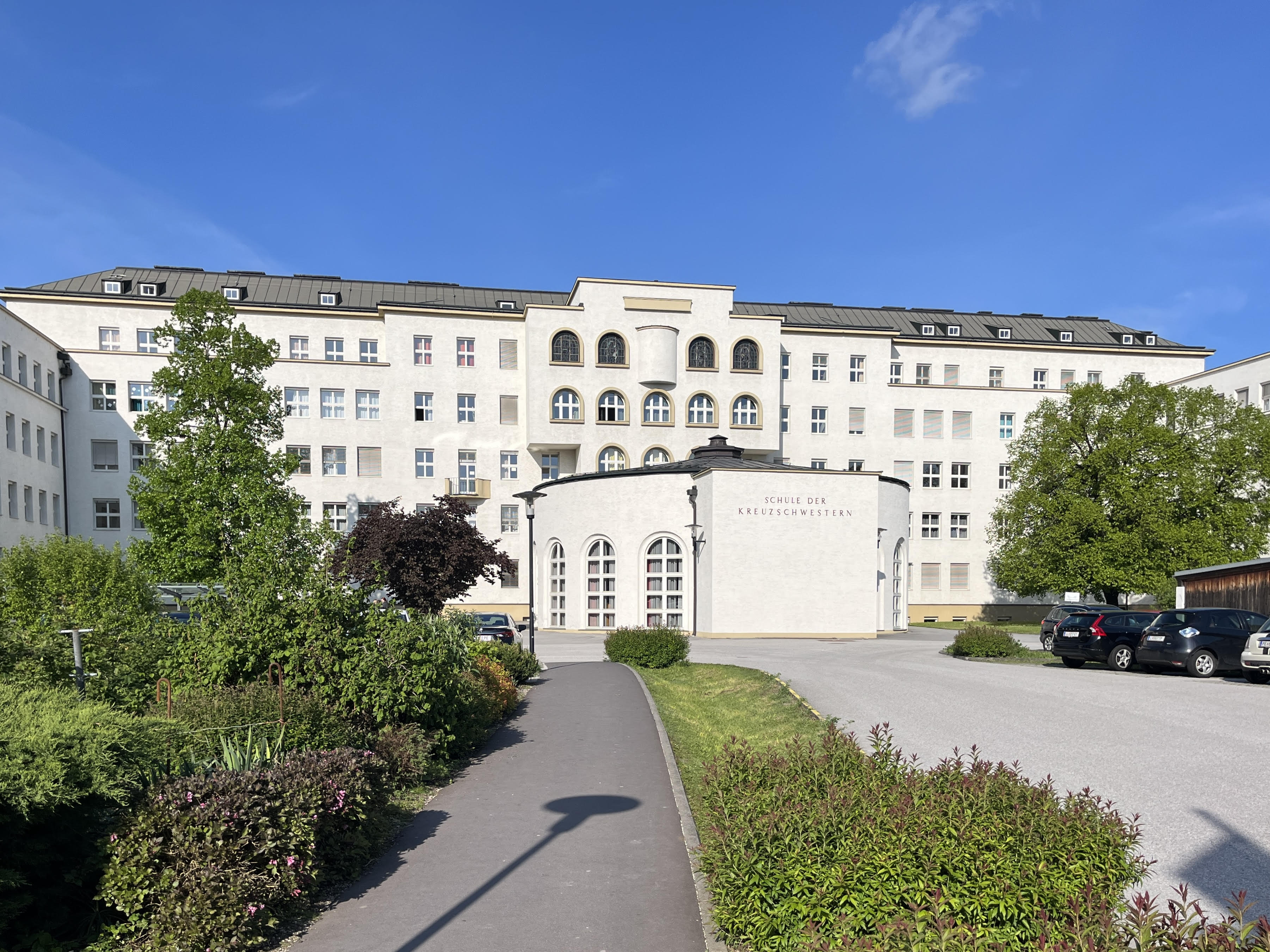
Schule der Kreuzschwestern (2024)

Das Schulzentrum St. Angelus der Kreuzschwestern Linz ist eine schlossartige Anlage mit Seitenflügeln. Der Gebäudekomplex steht unter Denkmalschutz (Listeneintrag).

## Geschichte
Im Jahre 1861 kamen die Barmherzigen Schwestern vom heiligen Kreuz nach Linz. Bereits 1865 wurde die Provinz Oberösterreich-Salzburg mit dem Provinzhaus in Linz gegründet.

## Architektur
Das nach den Plänen des Architekten Clemens Holzmeister errichtete Schule der Kreuzschwestern bildet eine Stadt in der Stadt. Es beinhaltet mit Schulen und Kindergärten und Hort und Internat auch ein Kloster mit einer Kirche. Der südliche Seitenflügel wurde 1965 erweitert. Die Anlage wurde mit einem Altersheim ergänzt. Von 2009 bis 2011 wurde der alte Hort abgerissen und an dieser Stelle zwei zusätzliche Turnhallen gebaut. Der Hort befindet sich nun über den neuen Turnsälen.
Die schlossartige Gesamtanlage mit Seitenflügeln wurde von 1927 bis 1929 als Bau der Neuen Sachlichkeit und erzieherischen Strenge, mit einem zentralen Stiegenhaus mit der Kapelle im obersten Geschoß erbaut. Mittig wurde 1932 mit dem runden ebenerdigen Festsaal die Gesamtanlage mit einem zeichenhaften expressiven Elemente akzentuiert und durchbrochen.

## Nutzungen
- Schule für Elementarpädagogik mit Übungskindergarten
- Volksschule
- Mittelschule, ehemals Neue Mittelschule und Hauptschule
- Gymnasium und Wirtschaftskundliches Realgymnasium
- Höhere Lehranstalt für wirtschaftliche Berufe für Kommunikations- und Mediendesign

## Bekannte Absolventinnen
- Valie Export, Künstlerin
- Marlen Haushofer[3], Schriftstellerin
- Helena Kirchmayr, österreichische Politikerin (ÖVP)
- Claudia Plakolm, österreichische Politikerin (ÖVP)
- Silvia Schneider, Moderatorin
- Helena Stockinger, Religionspädagogin